# Beykoz Anadolu Spor
Beykoz Anadolu Spor is een Turkse voetbalclub uit de provincie Istanbul, uitkomend in de TFF 2. Lig, het derde niveau van Turkije. De club speelt haar wedstrijden in Sancaktepe Stadium.

İstanbul ligt in de Marmararegio.

## Historie
Tuzlaspor promoveerde aan het einde van het seizoen 2011/12 naar de Bölgesel Amatör Lig, het regionale amateurniveau. In het seizoen 2012/13 werd Tuzlaspor kampioen van groep 11 van de Bölgesel Amatör Lig en zodoende promoveerde de club naar de Spor Toto 3. Lig. In de Turkse voetbalbeker 2014/15 haalde de ploeg de achtste finales door onder meer overwinningen op Süper Lig−deelnemers Kasımpaşa SK (3−1) en Gaziantepspor (2−1). Hierin bleek Manisaspor met 1−3 te sterk. Datzelfde seizoen werd Tuzlaspor kampioen in Groep I van de Spor Toto 3. Lig. Hierdoor promoveerde de club voor het eerst in haar historie naar de Spor Toto 2. Lig. De club had een succesvol debuutjaar en plaatste zich als nummer drie voor de play-offs. Deze verliep echter zonder succes. In het bekeravontuur van 2016/17 wist de ploeg de achtste finale te bereiken, maar moest het met 1-4 zijn meerdere erkennen in Sivasspor. In de groepsronde wist het team thuis verrassend Galatasaray SK te verslaan met 3-2 en greep het ook nog de groepswinst.
Eind 2016 hebben vijf voetballers, die hun sporen in het voetbal hebben verdiend, Tuzlaspor overgekocht en zitting genomen in het bestuur. Ahmet Çabuk droeg zijn functie van voorzitter over aan Murat Erdoğan. De andere bestuursleden zijn: Ömer Erdoğan, Cihan Haspolatlı, Yıldıray Baştürk en Ümit Davala. Laatstgenoemde nam per januari 2017 de trainersfunctie op zich.
In het seizoen 2019/20 eindigde de ploeg op de vierde plaats in de TFF 2. Lig en kwalificeerde zich voor de play-offs om promotie. Tuzlaspor versloeg in de kwartfinale Kastamonuspor 1966 en in de halve finale Ankara Demirspor om vervolgens in de finale ten koste van Manisa promotie af te dwingen naar het tweede niveau.
Na een aantal seizoenen op het tweede niveau degradeerde Tuzlaspor in 2024 uit de TFF 1. Lig. In de zomer van 2024 werden de aandelen van de club en de eigendomsrechten overgedragen aan Zeki Aksu. Tuzlaspor maakte plaats voor de oprichting van Beykoz Anadolu Spor Kulübü A.Ş.. In september 2024 werd de naamswijziging officieel.

## Gespeelde competities
- TFF 1. Lig

2020–2024
- TFF 2. Lig

2015–2020, 2024–
- TFF 3. Lig

2013−2015
- Bölgesel Amatör Lig

2012−2013
- Amatör Futbol Ligleri

1954−2012